# Even Hovland
Even Hovland est un footballeur norvégien, né le 14 février 1989 à Vadheim (en). Il évolue au poste de défenseur central.
Sa sœur cadette, Stine, est également une footballeuse professionnelle.

## Biographie

### En club
Even Hovland évolue en Norvège et en Allemagne. Il joue notamment 71 matchs en 2. Bundesliga, inscrivant quatre buts.
Il participe à la phase de groupe de la Ligue Europa lors de la saison 2018-2019 avec l'équipe de Rosenborg.

### En équipe nationale
Il joue son premier match en équipe de Norvège le 15 janvier 2012, en amical contre le Danemark (score : 1-1 à Bangkok).
Il participe ensuite aux éliminatoires de l'Euro 2016 (sept matchs), puis aux éliminatoires du mondial 2018 (cinq matchs).

## Palmarès
- Rosenborg BK
  - Champion de Norvège en 2018
  - Vainqueur de la Coupe de Norvège en 2018
  - Vainqueur de la Supercoupe de Norvège en 2018

- Molde FK
  - Champion de Norvège en 2012 et 2014
  - Vainqueur de la Coupe de Norvège en 2013

- Sogndal IF
  - Champion de Norvège de deuxième division en 2010